# Kaukasisk snöhöna
Kaukasisk snöhöna (Tetraogallus caucasicus) är en bergslevande fågel i familjen fasanfåglar inom ordningen hönsfåglar. Den förekommer enbart i höga bergsområden i Kaukasus. Beståndet är relativt litet men anses ändå vara livskraftigt.

## Utseende
Kaukasisk snöhöna är en kraftig och kompakt hönsfågel som mäter 50-60 cm. Fjäderdräkten är mörkgrå, brun, vit och svart men på avstånd ser den mest mörkgrå ut med vit strupe, ett längsgående vitt streck på halssidan och vit undergump. I flykten syns stora vita partier på ovan- och undersidan vingen, vita handpennor och roströda kanter på stjärten. Könen är utseendemässigt lika men honan är något mattare i färgen och juvenilen i sin tur lik honan men något mindre och än mattare och kontrastlösare.

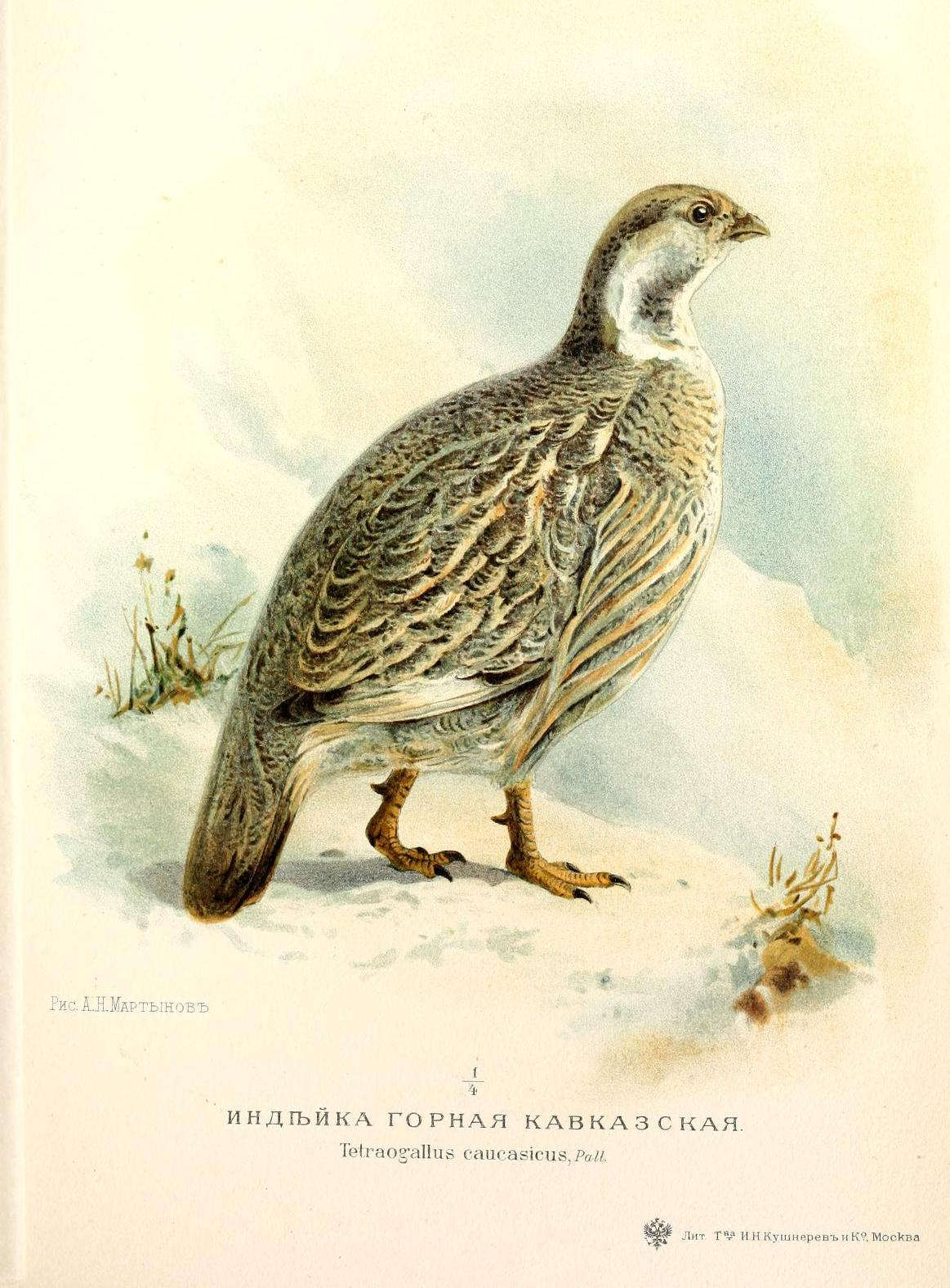

## Läte
Revirlätet är en vittljudande och utdragen vissling påminnande om storspov, på engelska återgiven "wu-oo-wee-lee-uh". Varje stavelse är tydligt ljusare än den tidigare, vanligen med en fallande utandning på slutet. Oroliga fåglar yttrar svaga stigande "ooee...ooee..." och som varningsläte hörs betonade "cok-cok-cok". Födosökande fåglar håller kontakt med mjuka kluckande ljud.

## Utbredning och systematik
Arten förekommer på 2.300-4.000 meters höjd, ibland ner till 1.800 meter, i Kaukasus i norra Georgien, norra Azerbajdzjan och intilliggande Ryssland. Efter häckning rör den sig till högre liggande områden och vintertid lägre. Arten är monotypisk, det vill säga inte upp i några underarter. Den är mycket närbesläktad med kaspisk snöhöna.

## Ekologi
Kaukasisk snöhöna återfinns på kalfjäll i bergsluttningar med klippblock, alpängar och fläckar av smältande snö. Den undviker skog, buskmarker och större snötäckta områden.
Fågeln lägger från slutet av april till juli i genomsnitt fem till åtta grönaktiga ägg som ruvas av honan i cirka 28 dagar. Äggen läggs direkt på marken i en uppskrapad grop i det öppna eller under ett överhäng.

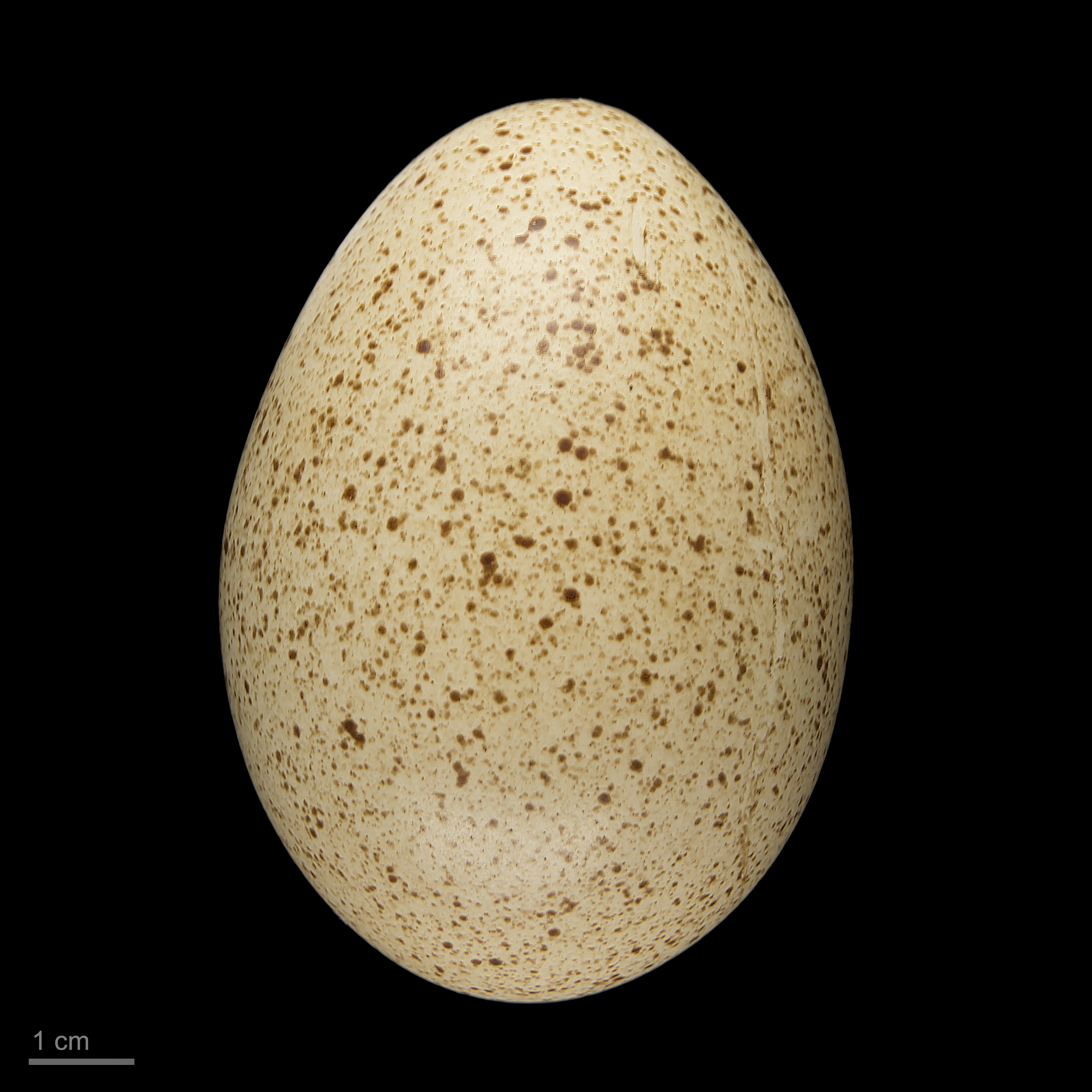
Ägg från kaukasisk snöhöna.

Arten lever av frön och växtmaterial. På morgnarna flyger den ner från högt belägna övernattningsplatser för att födosöka och rör sig sedan uppför sluttningarna under dagen. Utanför häckningstid bildar den ofta små flockar, oftast bestående av tre till nio fåglar.

## Status och hot
Arten har ett relativt litet utbredningsområde och population, men beståndet är stabilt. Utifrån dessa kriterier kategoriserar IUCN arten som livskraftig (LC). Populationen i Europa, tillika världspopulationen, tros bestå av 3 300–16 000 par.